# Athabasca-Sturgeon-Redwater
Circonscription électorale provinciale du Canada
Athabasca-Sturgeon-Redwater est une circonscription électorale provinciale de l'Alberta (Canada), située au nord d'Edmonton. Elle comprend les bourgs d'Athabasca et Redwater. Son député actuel est le néo-démocrate et franco-albertain Colin Piquette.

## Liste des députés
| Années                      | Années             | Député             | Parti politique           |
| Athabasca-Redwater          | Athabasca-Redwater | Athabasca-Redwater | Athabasca-Redwater        |
| --------------------------- | ------------------ | ------------------ | ------------------------- |
|                             | 2004 - 2008        | Mike Cardinal      | Progressiste-Conservateur |
|                             | 2008 - 2012        | Jeff Johnson       | Progressiste-Conservateur |
| Athabasca-Sturgeon-Redwater |                    |                    |                           |
|                             | 2012 - 2015        | Jeff Johnson       | Progressiste-Conservateur |
|                             | 2015 - (actuel)    | Colin Piquette     | Néo-Démocrate             |